# Джоел Обі
Джоел Обі (англ. Joel Obi, нар. 22 травня 1991, Лагос) — нігерійський футболіст, півзахисник італійської «Реджини». Грав у складі національної збірної Нігерії.

## Клубна кар'єра
Народився 22 травня 1991 року в Лагосі. Вихованець футбольної школи клубу «Інтернаціонале». Дорослу футбольну кар'єру розпочав 2010 року в основній команді того ж клубу, в якій провів три сезони, взявши участь у 39 матчах чемпіонату. У складі італійського клубу став переможцем Ліги чемпіонів УЄФА 2009-10, володарем Кубка Італії 2010-11 та Суперкубка Італії з футболу 2010.
2 вересня 2013 року приєднався на умовах річної оренди до «Парми», в якій протягом сезону провів лише 8 матчів в Серії A. 2014 року повернувся до лав «Інтера», зіграв за клуб у ще 11 матчах чемпіонату. 23 листопада 2014 року відзначився у зіграному внічию (1-1) матчі проти «Мілану», і став першим нігерійцем, який забив у міланському дербі за 9 років, після голу Обафемі Мартінса 11 грудня 2005 року.
2 липня 2015 року Джоел Обі за 2,4 мільйона євро перейшов до складу іншої італійської команди — «Торіно», та уклав із новим клубом контракт на 4 роки. У 2018 році став гравцем іншої італійської команди «К'єво», підписавши з нею трирічний контракт. з початку 2019 року відправлений у оренду до турецького клубу «Аланьяспор», за команду якого за півроку лише двічі виходив на поле в іграх турецької першості.
Повернувшись 2019 року до «К'єво», що на той час втратив місце в елітному італійському дивізіоні, протягом двах сезонів був стабільним основним гравцем на рівні Серії B. Згодом сезон 2021/22 відіграв за вищолігову «Салернітану», після чого продовжив кар'єру у Серії B, ставши гравцем «Реджини».

## Виступи за збірну
На початку 2011 року дебютував в офіційних матчах у складі національної збірної Нігерії. Протягом наступного року був постійним гравцем основного складу команди, проте потім припинив залучатися до збірної.
Після тривалої перерви у виступах за збірну навесні 2018 року був викликаний до її складу і, провівши декілька товариських матчів, 3 червня 2018 року був включений до її заявки на тогорічний чемпіонат світу в Росії, в іграх якого на поле не виходив. Загалом за восьмірічну кар'єру в національній команді взяв участь у 18 іграх у її складі.
| Дата       | Місто          | Господарі  | Результат | Гості        | Турнір                                  | Голи | Примітки |
| ---------- | -------------- | ---------- | --------- | ------------ | --------------------------------------- | ---- | -------- |
| 9-2-2011   | Лагос          | Нігерія    | 2 – 1     | Сьєрра-Леоне | товариський матч                        | -    | 64'      |
| 27-3-2011  | Абуджа (місто) | Нігерія    | 4 – 0     | Ефіопія      | Відбір до Кубка африканських націй 2012 | -    |          |
| 29-3-2011  | Абуджа (місто) | Нігерія    | 3 – 0     | Кенія        | товариський матч                        | -    | 55'      |
| 1-6-2011   | Абуджа (місто) | Нігерія    | 4 – 1     | Аргентина    | товариський матч                        | -    | 71'      |
| 5-6-2011   | Аддис-Абеба    | Ефіопія    | 2 – 2     | Нігерія      | Відбір до Кубка африканських націй 2012 | -    |          |
| 3-9-2011   | Антананаріву   | Мадагаскар | 0 – 2     | Нігерія      | Відбір до Кубка африканських націй 2012 | -    | 72'      |
| 6-9-2011   | Дакка          | Аргентина  | 3 – 1     | Нігерія      | товариський матч                        | -    | 46'      |
| 8-10-2011  | Абуджа (місто) | Нігерія    | 2 – 2     | Гвінея       | Відбір до Кубка африканських націй 2012 | -    | 67'      |
| 11-10-2011 | Вотфорд        | Гана       | 0 – 0     | Нігерія      | товариський матч                        | -    | 70'      |
| 12-11-2011 | Бенін-Сіті     | Нігерія    | 0 – 0     | Ботсвана     | товариський матч                        | -    | 46'      |
| 15-11-2011 | Кадуна         | Нігерія    | 2 – 0     | Замбія       | товариський матч                        | -    |          |
| 29-2-2012  | Кігалі         | Руанда     | 0 – 0     | Нігерія      | Відбір до Кубка африканських націй 2013 | -    |          |
| 28-5-2014  | Лондон         | Нігерія    | 2 – 2     | Шотландія    | товариський матч                        | -    | 54'      |
| 23-3-2018  | Вроцлав        | Польща     | 0 – 1     | Нігерія      | товариський матч                        | -    | 58' 65'  |
| 27-3-2018  | Лондон         | Нігерія    | 0 – 2     | Сербія       | товариський матч                        | -    | 77'      |
| 28-5-2018  | Порт-Гаркорт   | Нігерія    | 1 – 1     | ДР Конго     | товариський матч                        | -    | 46'      |
| 2-6-2018   | Лондон         | Англія     | 2 – 1     | Нігерія      | товариський матч                        | -    | 46'      |
| 11-9-2018  | Монровія       | Ліберія    | 1 – 2     | Нігерія      | товариський матч                        | -    |          |
| Усього     |                | Матчів     | 18        |              | Голів                                   | 0    |          |

## Титули і досягнення
- Володар Суперкубка Італії з футболу (1):

«Інтернаціонале»: 2010
- Володар Кубка Італії (1):

«Інтернаціонале»: 2010-11
- Переможець Ліги чемпіонів УЄФА (1):

«Інтернаціонале»: 2009-10